# Под колпаком
«Под колпаком» (также переводится дословно «Мальчик в пластиковом пузыре») (англ. The Boy in the Plastic Bubble) — американский драматический телефильм 1976 года, основанный на реальных событиях жизни мальчиков-инвалидов Дэвида Веттера и Теда ДеВиты. Фильм находится в общественном достоянии в США.

## Сюжет
Фильм рассказывает о жизни Тода Любича — мальчика с редкой неизлечимой болезнью иммунной системы (тяжёлый комбинированный иммунодефицит). Любой контакт с окружающей средой для него смертелен и приведёт к немедленной гибели, поэтому мальчик с рождения заключён в герметичный шар. Он живёт с родителями, которые забрали его из больницы. В коконе идёт его жизнь: он там ест, спит, учится, развивается…
По мере взросления Тод желает расширять свой кругозор, встречаться со сверстниками. Он влюбляется в свою соседку, Джину Бриггс, и теперь ему предстоит решить: готов ли он пойти на верную смерть, выйдя из шара к своей любви, или так и будет доживать свою жизнь в стерильных условиях, не в силах прикоснуться к любимому человеку. В конце концов, после обнадёживающих советов своего доктора, Тод выходит из пузыря и уезжает с Джиной на её лошади.

## В ролях
- Джон Траволта — Тод Любич, мальчик-инвалид
- Дайана Хайленд — Мики Любич, мама Тода
- Роберт Рид — Джонни Любич, папа Тода
- Ральф Беллами — доктор Эрнест Гантер
- Глиннис О'Коннор — Джина Бриггс, соседка Тода

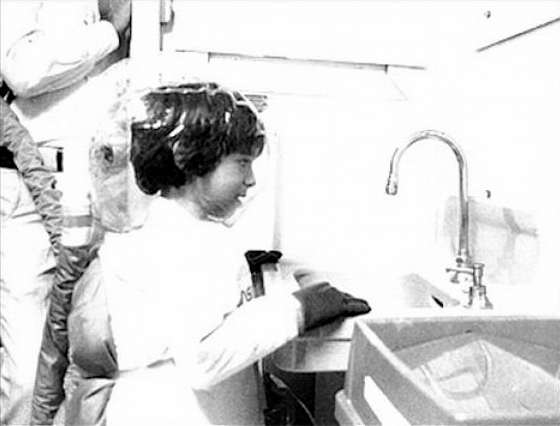
Дэвид Веттер

## Факты
- Несмотря на то, что фильм находится в общественном достоянии в США, отдельные его сцены являются объектами авторских прав, принадлежащих Columbia Pictures и, соответственно, Sony Pictures Entertainment.
- В 1977 и 2006 гг. фильм номинировался на две различные награды и выиграл одну из них («Эмми» — Диана Хайлэнд)[2].
- Траволта (сын) и Хайлэнд (мама) начали встречаться после съёмок фильма. Их роман продолжался полгода[3].
- Премьерный показ в США состоялся 12 ноября 1976; в Германии DVD вышел в мае 2006[4].
- В культуре:
  - «Мальчик в пузыре» — первая песня в альбоме «Graceland» (1986) Пола Саймона.
  - «Мальчик в пузыре» — эпизод (1992) телесериала «Сайнфелд».
  - The Father, the Son, and the Holy Fonz — эпизод (2005) мультсериала «Гриффины», второстепенная сюжетная линия которого посвящена «жизни Стьюи в пузыре».